# 全力バンザーイ! My Glory!
「全力バンザーイ! My Glory!」（ぜんりょくバンザーイ マイ・グローリー）は、THE ポッシボーの15枚目のシングル。2013年4月10日にVERSIONMUSIC（ビクターエンタテインメント）から発売された。

## 解説
- メジャーでの7thシングル。
- ビクターエンタテインメント内に設立されたガールポップ / アイドル専門レーベル「VERSIONMUSIC」第1弾作品となる[1]。
- 通常盤とタイプA～Eの6形態でリリースされ、タイプA～Eは各メンバーをメインにしたジャケットとなっており、カップリング曲「Blossom〜だからね 絶対だよ。〜」とそれぞれのソロ・ボーカルによる「全力バンザーイ! My Glory!」、メンバーが作詞したシークレット・トラックが収録されている。
- タイトル・トラックと通常盤のカップリング曲「さぁ来い! ハピネス!」は、アルバム『1116』に収録された。

## 収録曲

### 通常盤
1. 全力バンザーイ! My Glory!
作詞・作曲：本上遼、編曲：本上遼&原田勝通
2. さぁ来い! ハピネス!
作詞・作曲：本上遼、編曲：本上遼&原田勝通
3. 全力バンザーイ! My Glory!（Instrumental）
4. さぁ来い! ハピネス!（Instrumental）

### タイプA ロビン盤
1. 全力バンザーイ! My Glory!
2. Blossom〜だからね 絶対だよ。〜
作詞・作曲：本上遼、編曲：本上遼&原田勝通
3. 全力バンザーイ! My Glory!（Instrumental）
4. Blossom〜だからね 絶対だよ。〜（Instrumental）
5. 全力バンザーイ! My Glory!（ロビンのソロボーカル・バージョン）
6. 兄貴（Secret Track）

### タイプB はしもん盤
1. 全力バンザーイ! My Glory!
2. Blossom〜だからね 絶対だよ。〜
3. 全力バンザーイ! My Glory!（Instrumental）
4. Blossom〜だからね 絶対だよ。〜（Instrumental）
5. 全力バンザーイ! My Glory!（はしもんのソロボーカル・バージョン）
6. 穴守稲荷（Secret Track）

### タイプC あっきゃん盤
1. 全力バンザーイ! My Glory!
2. Blossom〜だからね 絶対だよ。〜
3. 全力バンザーイ! My Glory!（Instrumental）
4. Blossom〜だからね 絶対だよ。〜（Instrumental）
5. 全力バンザーイ! My Glory!（あっきゃんのソロボーカル・バージョン）
6. Dreamin（Secret Track）

### タイプD もろりん盤
1. 全力バンザーイ! My Glory!
2. Blossom〜だからね 絶対だよ。〜
3. 全力バンザーイ! My Glory!（Instrumental）
4. Blossom〜だからね 絶対だよ。〜（Instrumental）
5. 全力バンザーイ! My Glory!（もろりんのソロボーカル・バージョン）
6. 人間（Secret Track）

### タイプE ごとぅー盤
1. 全力バンザーイ! My Glory!
2. Blossom〜だからね 絶対だよ。〜
3. 全力バンザーイ! My Glory!（Instrumental）
4. Blossom〜だからね 絶対だよ。〜（Instrumental）
5. 全力バンザーイ! My Glory!（ごとぅーのソロボーカル・バージョン）
6. レシピ（Secret Track）

## タイアップ
- TOKYO MX「つんつべ♂」エンディングテーマ
- 日本テレビ「ゲーマーズTV 夜遊び三姉妹」エンディングテーマ
- フジテレビ「ミューサタ」エンディングテーマ